# خوزه رامون الکسانکو
خوزه رامون الکسانکو (به اسپانیایی: José Ramón Alexanko) بازیکن فوتبال اهل اسپانیا اسبق بارسلونا است که از سال ۱۹۷۸ تا ۱۹۸۲ میلادی عضو تیم ملی فوتبال اسپانیا بوده و در ۳۴ بازی ملی حضور داشته‌است. او در بازی‌های ملی‌اش ۴ گل به ثمر رساند.